# Mutinus borneensis
 Mutinus borneensis , in Neuseeland auch als "Yellow Stinkhorn" bekannt, ist eine Pilzart aus der Gattung der Hundsruten (Mutinus), die zur Familie der Stinkmorchelverwandten (Phallaceae) gehört. Sie wurde erstmals im Jahre 1879 von dem italienischen Botaniker Vincenzo de Cesati beschrieben.

## Merkmale
Zunächst bilden die Fruchtkörper von Mutinus borneensis ein weißliches, eiförmiges Hexenei. Bei Reife öffnet sich das Hexenei und es streckt sich das schlanke Receptaculum heraus, das 10 cm hoch und 1 cm breit wird. Das Receptaculum endet in einer stark verschmälerten, gelblichen Spitze, welche von der olivgrünen, übelriechenden Gleba bedeckt wird.

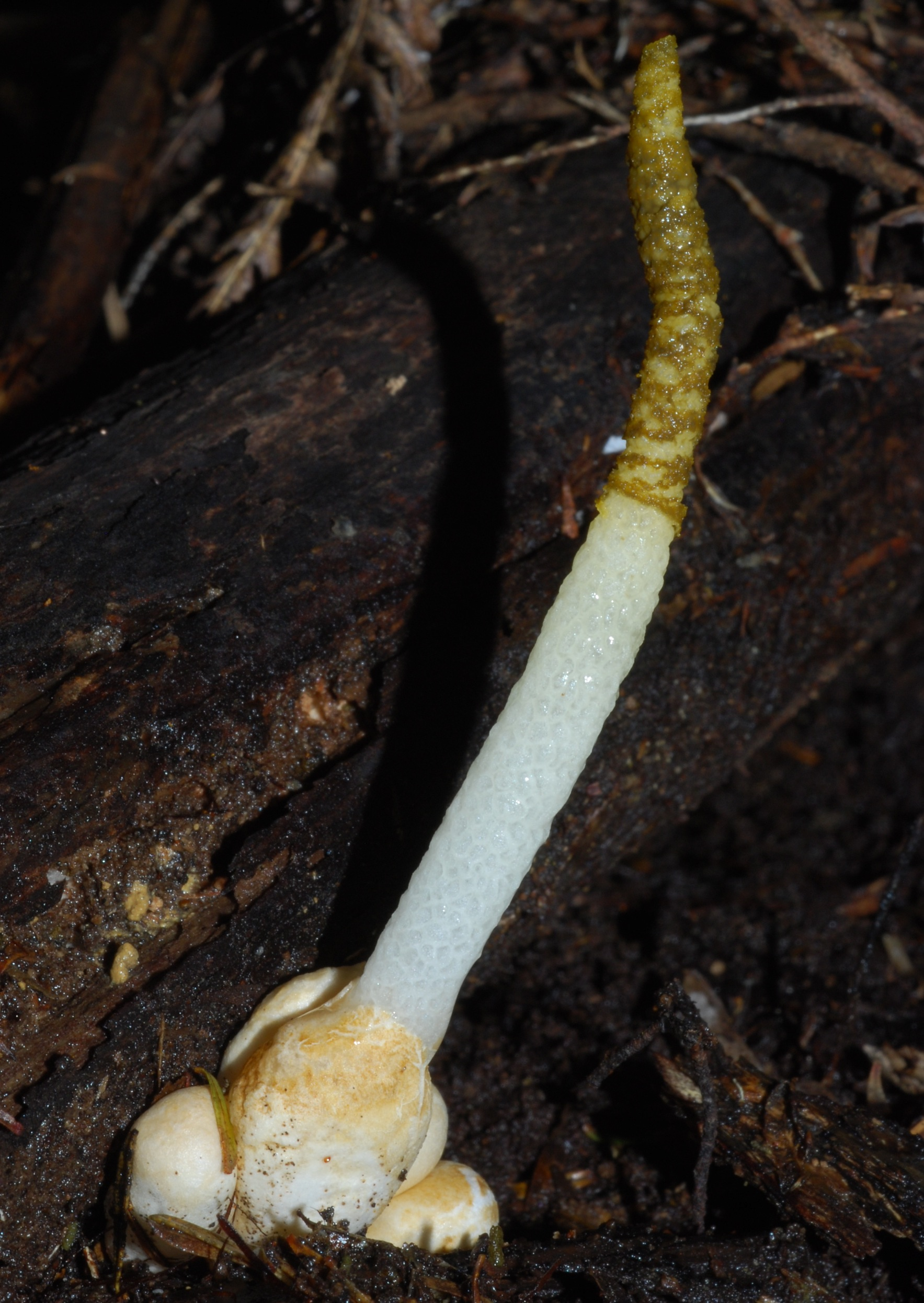
Reifer Fruchtkörper
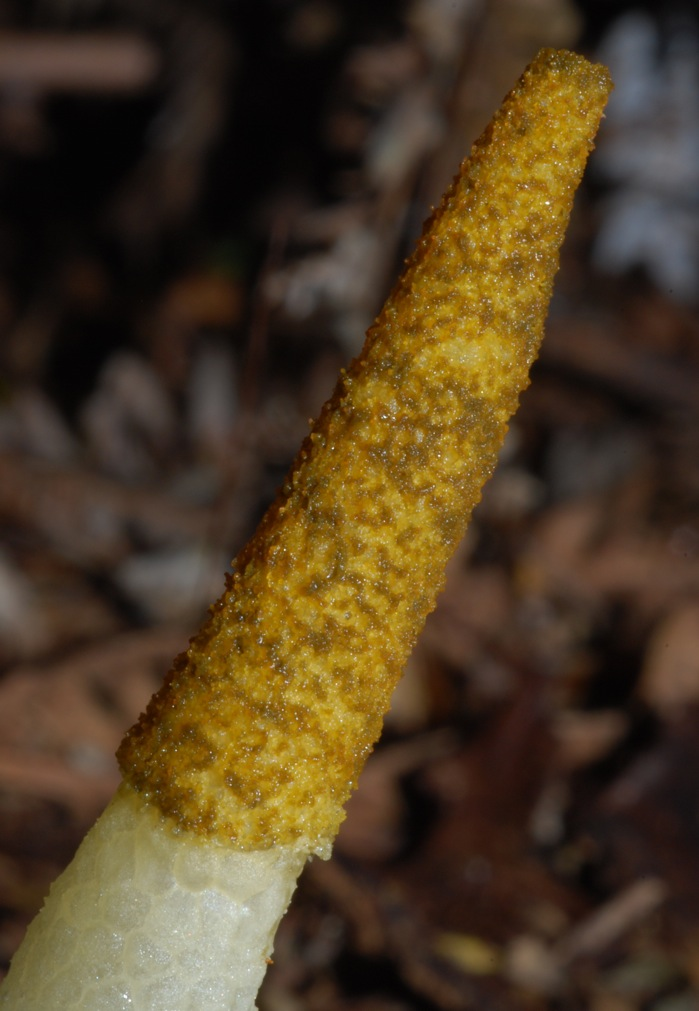
Spitze des Fruchtkörpers

## Verbreitung
Mutinus borneensis ist in China, Borneo und Australien beheimatet. Darüber hinaus konnte die Art auch in Neuseeland gefunden werden.

## Ökologie
Bei Mutinus borneensis handelt es sich um einen Saprobionten, der auf Pflanzenresten und Totholz wächst. In Neuseeland, wo die Fruchtkörper im Sommer und im Herbst anzutreffen sind, erscheint die Art in Steineiben- (Podocarpus) und Mischwäldern.

## Nachweise
- C. E. Bessey: Botany. In: The American Naturalist. 20 (9), 1886, S. 804–808. doi:10.1086/274332
- N.-L. Huang: Notes on Phallales from Fujian China. In: Wuyi Science Journal. 5, 1985, S. 211–218. ISSN 1001-4276. (chinesisch)
- T. W. May, J. Milne, S. Shingles, R. H. Jones: Fungi of Australia. CSIRO Publishing, 2008, ISBN 978-0-643-06907-7, S. 140.
- Observation 19475: Mutinus borneensis Ces. auf: mushroomobserver.org
- Species: Mutinus borneensis. auf: hiddenforest.co.nz